# Nyulas Ferenc
Nyulas Ferenc (Köszvényesremete, 1758. július 25. – Kolozsvár, 1808. december 27.) magyar orvos, kémikus.

## Élete
Előkelő köszvényesremetei (akkor Maros-Torda vármegye, ma Maros megye) székely család gyermeke. Az orvosi tanfolyamot Bécsben végezte, de a rigorozumokat a pesti egyetemen állotta ki 1787. december 13–14-én; felavatása azonban csak 1788. január 22-én történt; azután Szamosújvárt volt gyakorló orvos. Innen járt ki a radnai fürdőkbe tanulmányozni a gyógyhatásukat. 1795-ben a pestisjárvány idején 53 községben gyógyított és a himlőoltást ő ismertette meg Erdélyben. 1800-ban Kolozsvárt telepedett le.
1806. október 23-án nevezték ki Erdély főorvosává. Kolozsmonostoron vegyi gyárat alapított, ott készíttette a „szalamiasót” és „csontolajat” (ez utóbbit az állatgyógyászatban alkalmazták). Ő a mangán egyik felfedezője.
1808-ban, egy háromtagú csoport tagjaként egy hónapig Báznán kutatta a helybeliek által égő tócsának nevezett jelenséget. „Amikor mindennel készen voltak, jelentést tettek a bécsi udvarnál, és Nyulas, akinek a legfontosabb szerep jutott, javasolta, hogy a gázt az iparban – szesz és tégla gyártására – valamint a háztartásban is fel lehetne használni, hiszen égési terméke szagtalan és nem mérgező. Nem tudták, de a kutatók, megelőzve koruk tudományát, a geofizika alapjait helyezték le. Bécsben igazolták Nyulas állításait, és hangsúlyozták, hogy igen-is hidrogén van benne, és metángázról van szó. Szerencsétlenségünkre, Nyulast megmérgezték, így a párbeszéd megszakadt Bécs és Bázna közt. Feledésbe merült az, aminek már akkori hasznosítása Erdély fellendülését eredményezte volna.” 

## A magyar kémiai szaknyelv egyik első megalapozója
Nyulas Ferenc tette meg a tudatos kémiai magyar szaknyelv megteremtésére irányuló első jelentős lépést, a radnai borvizekről szóló 1800-ban kiadott művében. Azt írja :

„Még senki magyarul vizet nem bontott, a kémia is újság nyelvünkben, innen szükségképpen sok új szókat kellett csinálnom, ha igazán akartam magyarul írni.”

Valóban, Nyulas Ferenc igazán magyarul írt. Szóalkotásai helyes nyelvérzékről, ugyanakkor viszont jó kémiai tudásáról is tanúskodnak. Könyvében szótárba szedte össze a kémiai kifejezéseket, még azokat is, amelyekről megjegyzi, hogy „nem az én kohómból kerültek ki, tehát nem új szók”. Különösen az a törekvése volt nagyon hasznos, hogy a régebbi magyar szavakat konkrét tartalomhoz kötötte, minthogy ezek – mint írta –

„a közönséges beszédben most ilyen, most amolyan értelemben, csak bitangjában forognak, 
de itten őket nem más, hanem éppen abban az értelemben kell venni, mint deákjai mutatják, 
különben a kémiai előadásokat bizonytalanná fogják tenni.”

Szóhasználatából eléggé sok megmaradt, például sav, tégely, folyadék, lombik, de sok el is veszett. Az oxigént sav-aljnak, a hidrogént víz-aljnak fordította. Látható, hogy ezek a szavak is annak az elgondolásnak eredményeként születtek, amelyet maga elé kitűzött:

„1-ször a könnyű kimondhatóság, mely a nyelvet édesíti, 2-szor a rövidség, amely a dolgoknak előadását könnyebbíti.”

Kifejezései olykor szokatlanoknak tűnnek, azonban tagadhatatlanul jól beleilleszkedtek volna a magyar beszédbe, egyben pedig az akkori kémia fokán jól fejezték ki a lényeget. Érdekes meghallgatni azt, hogyan fejezi ki, hogy a lúgok szénsav hatására kevésbé marókká válnak:

„A sütős lúgsók erőszakos állapotban vannak, mert csak erővel jól  bedugott edényben lehet őket ilyen állapotjukban megtartani, különben  a külső levegőből ismét magokba húzzák a szénsavat és megszelidülnek.”

## Művei
- Az erdélyországi orvosvizeknek bontásáról közönségesen. Kolozsvár, 1800. Három kötet. (I. Ajánló levél, Elöljáró beszéd és a vizeknek bontásáról közönségesen. II. A Radna vidéki vasas borvizeknek bontásáról. III. Ugyanazon vizeknek orvosi erejéről, hasznairól és vélek élés módjáról).
- Kolozsvári tehénhimlő. Kolozsvár, 1802. (2. bőv. kiadás).

## Emlékezete
A hatóságokkal folytatott hosszú küzdelem után, szülőfalujában, Nyárádremetén, 1999. június 12-én tartották meg a helyi általános iskola névadó ünnepségét. Az iskola e dátumtól a Dr. Nyulas Ferenc Általános Iskola nevet viseli. Leleplezték a helybéli Fancsali Imre által készített emléktáblát és a névtáblát.